# Yale (Michigan)
Yale – miasto w Stanach Zjednoczonych, w stanie Michigan, w hrabstwie St. Clair.